# 聖經內部一致性的問題
基督教的《聖經》被聖經無誤論者認為完全正确，毫无錯誤。不過，由於《聖經》始終是多本由兩千年間不同人物書寫的經典而且用不同的文字書寫，這中間的內容或多或少都會有所差異。對於這差異，不同的教派有不同的見解。
有一些經典著作以世俗性的批判觀點探訪聖經內部一致性的問題，這些著作包括巴魯赫·斯賓諾莎的《神学政治论》、伏爾泰的《哲學詞典》、德尼·狄德罗的《百科全书，或科学、艺术和工艺详解词典》，以及托马斯·潘恩的《理性時代》等。

## 《聖經》潛在的錯誤
許多學者認為《聖經》有自相矛盾的地方。但在另一方面，很多信徒持相反態度，認為《聖經》無錯。這批信徒被稱為『聖經無誤論者』，他們通常是基要派。

### 关于创造的争论

#### 质疑
懷疑者曾指出，在《創世紀》中，上帝在第一天造了光，並將光與暗分開，將晝與夜分開，但在第四天才造了發光體太陽及其它恒星，是次序和因果顛倒。

#### 回应

##### 宇宙大爆炸理论
教徒於是借用當今被天文学界所普遍接受的大爆炸宇宙論去解釋：原始火球膨脹到超越普朗克長度時，物理的四個基本作用力發生第一次對稱性破壞使萬有引力被分離出來，剩下的電磁弱力和強力基本上表現一致，相當於今天的珈瑪射線等高能輻射，也就是光，所有物質（包括誇克、電子等）隨後才從這些能量根據愛因斯坦的質能轉化定律轉化而來，因此「先有光，再有發光星體」。
可是，由於初生宇宙的高溫，宇宙要在大爆炸後的380,000年後，冷卻到原子核可以抓住電子形成原子的時候，物質才通過脫耦發出輻射（就是今天的所說的宇宙微波背景輻射）。這過程需時380,000年而不是一天。有信徒解釋說，根據創造哲學的理念，所謂「六天創造」的天數只是表示創造的次序、階段，不同於現在所理解一天的含義。這有可能是一個很長的演示，要分六天才播完；亦有可能純綷只是一個階段性的劃分，並非天文學上的六天時間。但这仍然无法解释在太阳出现之前是怎么定义“一天”的，也不能回答这里的“一天”指的是多长时间。
非信徒們看到，這個辯解既未能解釋為何在太陽造出來以前會有晝夜交替，也沒說明現在的晝夜格局何時形成。信徒們認為，神在第一天創造了光，就把黑暗分開，“神稱光為晝，稱暗為夜”，晝夜交替從此在神的干預下開始，直到第四天神創造了“大光”太陽和“小光”月亮，並賦與它們“管理晝夜，分別明暗”的工作。次序和因果並沒有顛倒。

### 关于物种的记载
《聖經》說，動物各從其類，但獅和虎、灰熊和北極熊可雜交產生後代(即獅虎獸、虎獅獸、灰北極熊)，馬和驢也可雜交產生後代騾。虽然当前生物学研究发现，不同物种之间的杂交所产生的后代一般没有生育能力（例如马和驴产生的后代骡基本没有生育能力），出现基因缺陷，早衰，夭折的概率很高（例如通过生物技术克隆出的生物如多利羊出现早衰，转基因工程制造的新品种死亡率较高），无法直接形成具有一定优势的物种，除非是长期人工筛选优秀性状，比如现在的各种农作物、水果等，都比野生类型更茁壮，营养含量也更高。而通过修改物种基因产生的新品种，经过几代与野生类型自然杂交后插入片断很可能得不到表达而失去特性（如转基因西瓜，转基因玉米）。
《創世紀》中YHWH懲罰蛇吃土，同时在以賽亞書65章25節也作出回應，新天新地時蛇必將吃土，而蛇卻從來不吃土，但也有人以目前不是新天新地进行辩解。

## 圣经与科学
随着19世纪末期达尔文进化论的兴起，自然科学的快速发展，20世纪中晚期怀疑论和虚无主义，理性主义以及不可知论的发展，很多人包括教会和教士在内都认为圣经中很多内容不符合科学，其中的各种奇迹更是无稽之谈，更不可以用实验室方法去验证。因此很多人提出圣经的内容只可以作为参考，并不具备实际价值，更有人提出圣经的内容为后世杜撰，不具备历史价值。这导致了西方世界十分严重的信仰危机，很多人离开教会，或者公然声明退出教会。而随着两次世界大战中各个宗教在战争中的表现，很多人对教会产生了怀疑和质疑，这也导致了西方宗教信徒減少的情景。
由于科学进步, 关于圣经中的上帝造人和宇宙起源，甚至梵蒂冈和教皇对查尔斯·达尔文的进化论的看法也在改变，教皇现在希望人们接受进化论和大爆炸理论。 

## 外部連結
赞成圣经有错谬：
- 伯特兰·罗素,  为什么我不是基督徒
- 方舟子：错误百出的圣经 （页面存档备份，存于）
- List of alleged inconsistencies
- Biblical Inconsistencies Answered （页面存档备份，存于）
- The Skeptic's Annotated Bible （页面存档备份，存于）
- Gospel Contradictions - Gospels are Full of Contradictions & Errors （页面存档备份，存于）
- 聖經的錯誤 （页面存档备份，存于）

赞成圣经无错谬：
- 光明頂：驳斥方舟子《错误百出的圣经》 （页面存档备份，存于）
- Basic Rules for New Testament Exegesis by Brian Knowles
- Tekton Apologetics Ministry  （页面存档备份，存于）
- A Christian Thinktank  （页面存档备份，存于）

《圣经难题（错误/矛盾）解答》（http://www.chineseapologetics.net/Bible-defense/Bible-diff/S_main.htm）%5B%5D